# Camelocerambyx coerulescens
Camelocerambyx coerulescens là một loài bọ cánh cứng trong họ Cerambycidae.